# الدواخمة (ميدي)

تعديل مصدري - تعديل

الدواخمة هي إحدى قرى عزلة بني ميدي بمديرية ميدي التابعة لمحافظة حجة، بلغ تعداد سكانها 760 نسمة حسب تعداد اليمن لعام 2004.